# نهنگ خلبان باله‌کوتاه
نهنگ خلبان باله‌کوتاه یکی از دو گونه آب‌باز عضو سرده گوی‌سرها است. این دلفین با آنکه عضوی از خانواده دلفین‌های اقیانوسی است، دارای رفتاری نزدیک‌تر به رفتار نهنگ‌ها است.

## توصیف ظاهری
نهنگ‌های خلبان باله‌کوتاه می‌توانند با هم‌سردهٔ خود نهنگ خلبان باله‌بلند اشتباه گرفته شوند، با این حال آن‌ها جانوران متفاوتی هستند. همان گونه که از نامشان پیداست، باله‌های کناری این جانوران کوتاهتر از باله‌های کناری نهنگ‌های خلبان باله‌بلند است و دارای انحنای ظریفی در کنار هستند. آن‌ها با داشتن ۱۴ تا ۱۸ دندان در هر فک، تعداد دندان کمتری از خویشاوندان باله‌بلند خود دارند. رنگ نهنگ‌های خلبان باله‌کوتاه سیاه یا خاکستری تیره است. آن‌ها دارای بخش‌های به رنگ خاکستری روشن یا سفید بر روی شکم و گلوی خود هستند.
نرهای بالغ ممکن است دارای تعدادی زخم بر روی بدن خود باشند. سر آن‌ها گرد و لامپ‌وار است و این در نهنگ‌های سالخورده مشخص‌تر است. شکل بالهٔ پشتی آن‌ها بسته به سن و جنسیت نهنگ متفاوت است. دم آن‌ها دارای گوشه‌هایی تیز و کوژ است. آن‌ها هنگامی که جوان هستند باریک و لاغر اند و با افزایش سن چاق‌تر می‌شوند.
طول نهنگ‌های بالغ میان ۳٫۵ تا ۶٫۵ متر است و بچه‌ها در هنگام به دنیا آمدن ۱٫۴ تا ۱٫۹ متر طول دارند. وزن بچه‌های تازه متولد شده نزدیک ۶۰ کیلوگرم است و نهنگ‌های بالغ دارای وزنی میان ۱ تا ۴ تن‌اند.

## رفتار
نهنگ‌های خلبان باله‌کوتاه بسیار اجتماعی اند و به ندرت تنها دیده شده‌اند. آن‌ها در گروه‌هایی با ده تا سی عضو زندگی می‌کنند؛ با این حال تعداد اعضای بعضی دسته‌ها به شصت عدد نیز می‌رسد. آن‌ها گاه به قایق‌سواران اجازه بسیار نزدیک شدن به خود را می‌دهند. آن‌ها به ندرت خود را از آب به بیرون و سطح آن پرتاب می‌کنند، با این حال این که دم خود را بر سطح آب بکوبند یا مانند نهنگ قاتل سر خود را به گونه عمودی از آب بیرون بیاورند، دیده شده است. نهنگ‌های بالغ گاه برای تند شنا کردن تمام بدن خود را از آب بیرون می‌آورند.
غذای اصلی نهنگ‌های خلبان باله‌کوتاه را ماهی، ماهی مرکب و هشت‌پا تشکیل می‌دهند. به دلیل تواناییشان در شنا با سرعت بالا برای شکار ماهی‌های مرکب در ژرفاهای چند صد متری، از آن‌ها به عنوان "یوزهای اعماق" نیز یاد برده می‌شود.

## یادداشت
1. ↑  Odontoceti
2. ↑  Delphinidae
3. ↑  Globicephala